# La dottrina segreta
La dottrina segreta è una delle opere fondamentali scritte dall'esoterista russa Helena Petrovna Blavatskij, che insieme a Iside svelata costituisce un caposaldo del movimento teosofico da lei originatosi.
Pubblicato in due volumi alla fine del 1888, il libro tratta dell'evoluzione occulta dell'universo e dell'uomo, incorporando come argomento principale numerose stanze di Dzyan, cioè di un antichissimo manoscritto tibetano scritto in un linguaggio misterico, che la Blavatsky avrebbe rinvenuto nei registri dell'akasha, e da lei tradotto e commentato.
 

Il titolo dell'opera si riferisce a quella sapienza perenne e universale, comune a tutte le religioni, tradizioni, e filosofie, insegnata sin da epoche remote agli adepti delle cerchie iniziatiche come una «dottrina segreta», che ora l'autrice intendeva disvelare e rendere nota al pubblico. Gli obiettivi da lei perseguiti con l'esposizione di questa dottrina sono così esposti nella prefazione: 
risollevare dalla degradazione le verità arcaiche che sono alla base di ogni Religione, mettere in rilievo, fino ad un certo punto, l'Unità fondamentale dalla quale esse tutte derivano;
 
ed infine dimostrare che il lato occulto della Natura non è mai stato studiato dalla scienza della civiltà moderna.»
(H.P. Blavatsky, prefazione)

## Genesi e struttura dell'opera
Nelle intenzioni dell'autrice, La Dottrina Segreta avrebbe dovuto costituire il seguito di Iside svelata, risalente al 1875, ma a seguito di vari attacchi da lei ricevuti nei confronti di quest'opera, che determinarono un repentino allontanamento di molti suoi seguaci dalla Società Teosofica, la Blavatsky decise di scrivere un trattato completamente diverso, con una struttura e un approccio agli argomenti di gran lunga rinnovati. Così lo presentò a conclusione della prefazione:
(H.P. Blavatsky, prefazione)
Si può notare come a differenza di Iside svelata, che si concentra inizialmente su aspetti particolari del mondo manifesto per giungere infine alle leggi di carattere universale ad esso sotteso, la Dottrina Segreta al contrario parta dai principi Causali originari per arrivare a dedurne gli effetti particolari.
Tali principi o assiomi sono sintetizzati in numero di tre nel Proemio dell'opera:

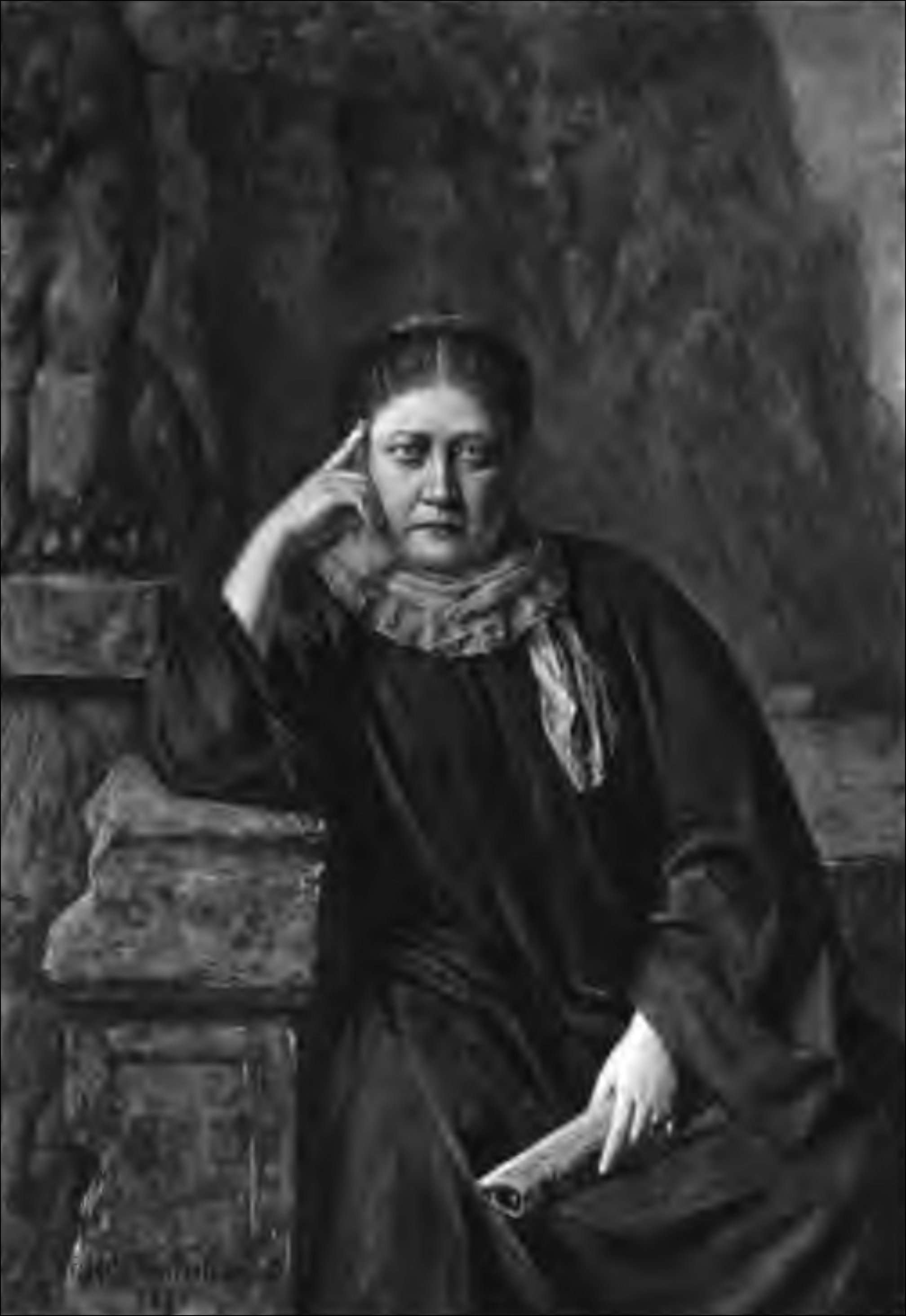
Helena Blavatsky negli anni della stesura della Dottrina Segreta (tra il 1884 e il 1886 circa), in un dipinto di Hermann Schmiechen.

1. l'esistenza di un Principio Onnipresente, eterno, illimitato, immutabile, che è la Causa Assoluta, o Radice senza radice, di tutto ciò che è manifesto, situato al di là di ogni pensiero, e per il quale si può parlare di «esseità» più che di essere;
2. l'eternità dell'universo, che passa attraverso cicli di attività e di inattività che si ripetono periodicamente in una successione senza inizio né fine;
3. l'identità di tutte le anime con l'Anima Universale, essendo quest'ultima un aspetto della Radice suprema e inconoscibile.[9]

L'opera consta complessivamente di due volumi, il primo intitolato Cosmogenesi, il secondo Antropogenesi, più un terzo che fu aggiunto in seguito da Annie Besant nel 1893, dopo la morte della Blavatsky, sulla base di scritti e appunti lasciati da costei.
Il primo volume è a sua volta suddiviso in tre parti:
- Parte I - L'evoluzione cosmica, contenente la traduzione delle Sette Stanze tradotte dal Libro di Dzyan, con i Commentari;
- Parte II - Il simbolismo arcaico dell'universo;
- Parte III - Addenda: scienza occulta e scienza moderna.

Analogamente il secondo volume è suddiviso in:
- Parte I - Antropogenesi, contenenti ulteriori Dodici Stanze dal Libro di Dzyan e i relativi Commentari;
- Parte II - Il simbolismo arcaico delle religioni del mondo;
- Parte III - Addenda.

Suddivisione del terzo volume (postumo):
- Parte I - Scienza, Religione e Filosofia;
- Parte I - Ruolo della Filosofia Occulta nella vita pratica.

Nell'edizione italiana i primi due volumi sono stati talora suddivisi in ulteriori 3 volumi, sicché il loro numero complessivo sale a 8.
Come la precedente Iside svelata, anche quest'opera sarebbe stata composta sulla base di istruzioni e dettati ricevuti dalla Blavatsky da parte dei cosiddetti maestri ascesi, chiamati «mahatma», quali Djwal Khul, Kut Humi e Morya, che comunicavano con lei telepaticamente o da remoto, anche tramite «precipitazione» di lettere o messaggi che ella seguiva scrupolosamente, talora persino malvolentieri.
La stesura dell'opera fu in ogni caso lunga e travagliata: la prima notizia che la Blavatsky stava accingendosi a scrivere una nuova opera monumentale che avrebbe ampliato Iside Svelata apparve nel gennaio 1884 sulla rivista The Theosophist. Nel 1885 parte del manoscritto era già stato ultimato a Würzburg, con l'assistenza della sua amica, la contessa Wachtmeister, quando alla fine di quell'anno si abbatterono sulla Blavatsky le pesanti accuse sul suo conto contenute nel rapporto Hogdson.
All'inizio del 1886, in una lettera al colonnello Olcott, presidente della sede indiana di Adyar della Società Teosofica, ella fece sapere di voler modificare l'opera rispetto al piano originale, riscrivendone interamente vari capitoli. 
Dedicatasi alla riscrittura con risoluta determinazione, dopo un incidente a una gamba, la Blavatsky nel settembre 1886 spedì dall'Europa all'India quello che avrebbe dovuto essere un volume preliminare alle stanze di Dzyan, ma decise ben presto di apportarvi nuove aggiunte e modifiche.
Ai primi del 1887 infine Helena Blavatsky si ammalò gravemente, giungendo sull'orlo della morte. Riferì di aver ricevuto la visita di uno dei suoi «Maestri di Saggezza» che le offrì la seguente scelta: o morire e liberarsi così dagli affanni, oppure continuare a vivere per portare a termine la Dottrina Segreta, consapevole delle ulteriori difficoltà che questo le avrebbe comportato. Scelse di sacrificarsi, e nella primavera di quell'anno si trasferì in Inghilterra, dove col tempo avrebbe completato l'opera, che fu pubblicata simultaneamente a Londra e New York alla fine dell'ottobre 1888. La dedica era così rivolta:
(H.P.B., incipit della Dottrina Segreta)

## Volume I: «Cosmogenesi»
conosca. Tale è il potere misterioso del simbolismo occulto, che i fatti [...] sono tutti contenuti in poche pagine di segni geometrici e di glifi.»
(H.P. Blavatsky, Cosmogenesi, pag. 350, Riepilogo)
La cosmogenesi descrive l'origine dell'universo e di tutto quanto vi è in esso, dal Principio Unico alla sua progressiva evoluzione, basandosi sui simboli e i glifi delle prime sette Stanze del Libro di Dzyan.
Secondo la Blavatsky, il Principio Unico, ossia la Divinità Una o l'Assoluto, è identico alla nozione di «Parabrahman» dei Vedantini (termine della lingua sanscrita usata per esprimere molti altri concetti nel libro), e all'«Ain Soph» dei Kabbalisti. L'Unica Divinità è, allo stesso tempo, Assoluta Esistenza e Assoluta Non-Esistenza. Il solo modo che la nostra coscienza limitata ha di concepire tale Principio è di intenderlo come lo Spazio Astratto Assoluto.
Occorre tener presente che, per la Blavatsky, questo Principio Unico non coincide col Dio creatore delle religioni monoteiste, poiché essendo Assoluto e Non Manifesto, non può creare. Il divino "Creatore" come viene usualmente inteso è semmai un insieme collettivo di Esseri intracosmici, emanati dall'Unico Principio, che lavorando sulla materia le hanno dato un ordine. La Blavatsky chiama gli Esseri divini di questa Gerarchia «Dhyan Chohan». Questi Esseri corrispondono a quelli che nel libro della Genesi e nella Cabala ebraica vengono denominati Elohim.
Viene quindi descritta l'evoluzione dell'Universo e dei pianeti come un'alternanza di periodi di attività e inattività, che l'autrice chiama «Giorni e Notti di Brahman».
La cosmogenesi ha inizio a partire dall'emanazione di un Principio fecondante dall'Unica Divinità. Questo Principio, denominato appunto Brahman, si differenzia in due Forze opposte, Maschile-Femminile, o Positivo-Negativo. Questo Potere consiste nella forza creativa che, all'inizio di un periodo di attività, detto «manvantara», risveglia l'universo e dà avvio a un nuovo ciclo.
Alla formazione dell'universo concorrono così due elementi inseparabili, l'Ideazione Cosmica («Parabrahman») e la Sostanza Primordiale, quest'ultima chiamata «Mulaprakriti», equivalente al Caos primordiale descritto nella Genesi biblica: l'una positiva ed attiva, l'altra negativa e passiva. L'Ideazione pre-cosmica è la radice di ogni coscienza individuale, mentre la Sostanza pre-cosmica è il substrato della materia nei suoi vari gradi di manifestazione.

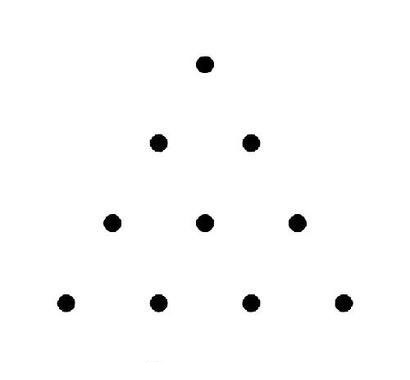
La Decade pitagorica, in cui ogni punto rappresenta un numero 1.

La cosmogenesi consiste essenzialmente in un concepimento immacolato, sul modello della Causa incausata, da parte dello Spirito Universale. La Blavatsky lo descrive geometricamente ricorrendo alla simbologia comune degli antichi Veggenti, per mezzo di un punto iscritto in un cerchio (), che si sviluppa fino a formare il sacro triangolo della Decade pitagorica. Il punto, glifo dell'1, introduce la prima differenziazione all'interno del disco vuoto simboleggiante lo zero originario, o l'Uovo indifferenziato , trasformandolo nella terza fase in un diametro : questo rappresenta la Grande Madre Natura, che fecondata a sua volta dal principio maschile verticale dà luogo alla croce del mondo . Le varie fasi restano comunque espressioni del medesimo Uno:
(H.P.B., Cosmogenesi, pag. 55)
Poiché il dualismo di Spirito e Materia è pur sempre espressione di un'unica realtà, esiste una forza occulta che li collega chiamata «Fohat», ossia il «potere incessante di formazione e distruzione» dell'universo. Durante i periodi di inattività, nel Principio non manifestato prima della formazione del cosmo oggettivato, Fohat rimane latente e coeterno con Parabrahman e Mulaprakriti: esso è l'agglutinatore di entrambi, un ponte che collega ma anche separa, in cui si esprime il desiderio creativo. Nel periodo di attività e di manifestazione dell'universo, Fohat diventa il raggio divino della creazione che applica l'Ideazione Cosmica in seno alla Sostanza Primordiale.

### Cicli e loro durata
Nel libro viene quindi presentato lo schema dell'intera storia dei «Giorni e delle Notti di Brahman», ossia dei cicli periodici di attività e inattività con cui si evolve l'universo, chiamati con termine induista «Kalpa», che comprende più Manvantara, ossia quelli di attività, mentre Pralaya indica i periodi di distruzione e riposo.

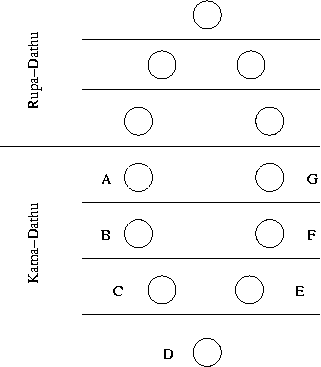
Illustrazione della Catena planetaria con cui la Blavatsky spiega l'evoluzione circolare dei Globi (pianeti e stelle): la parte superiore riguarda il piano non manifesto (Rupa-Dhatu), mentre quella inferiore (Kama-Dhatu) mostra i vari passaggi con cui il Globo A diventa sempre più denso fino a D, per poi tornare allo stato etereo G (analogo ad A ma più evoluto).

Un periodo di 360 giorni e notti del Brahman forma un «Anno di Brahman». 100 Anni di Brahma formano una «Vita di Brahman», chiamata anche Mahamanvantara (o Mahâ Kalpa). Ogni Mahamanvantara è seguito da un periodo di uguale durata in cui l'universo «si assopisce» fino a quando non viene ridestato all'inizio di un nuovo ciclo. Questo periodo di inattività è chiamato Mahapralaya. Secondo il calcolo dei bramini, un Mahamanvantara durerebbe circa {\displaystyle 311.040.000.000.000} anni umani.

#### Catena planetaria
"Il numero sette", dice la Cabala, "è il gran numero dei Misteri Divini".»
(H.P. B., Cosmogenesi,  pag. 81)
Ogni corpo cosmico, pianeta, stella, cometa, ecc., è un'entità formata da una struttura interna invisibile e da altre progressivamente più esterne e manifeste, chiamate «veicoli» o corpi, tra cui quello fisico. Tali elementi, in numero di sette (che salgono a dodici se si includono i piani non manifesti chiamati «Rupa-Dhatu»), sono i principi costitutivi dell'entità o monade, che la Blavatsky chiama «Globi», analoghi a stadi di sviluppo. L'evoluzione di un corpo cosmico procede dal primo Globo (A nella figura a fianco), più etereo, fino al quarto Globo (D), il più denso di tutti, e da qui ridiventa etereo fino al settimo (Globo G). Il ciclo complessivo che attraversa i sette Globi è chiamato «Catena Planetaria».
L'evoluzione completa di una Catena planetaria viene denominata «Ronda» (o Anello), la quale passa attraverso tutti e sette i suoi Globi (o dodici se si includono i Globi situati sui piani non manifesti). A sua volta un Globo dà luogo alla successione di sette «Razze Radice» (o Razze-Madri»), che nel loro insieme costituiscono una Ruota del Globo. Secondo la Blavatsky, sette Ronde planetarie formano un Kalpa (o Manvantara).
Il pianeta Terra si trova attualmente alla sua quarta Ronda tra le sette complessive, e nell'arco di questa al quinto Globo.
Nel libro sono illustrati anche cicli più piccoli chiamati «Yuga», che in accordo con la cosmologia induista si succedono nell'ordine: Krita Yuga, Treta Yuga, Dvapara Yuga, e Kali Yuga.
Una sintesi della durata dei vari cicli presentati nella Dottrina Segreta, già pubblicata sulla rivista The Theosophist nel novembre 1885, e riprodotta nel libro, viene mostrata nella tabella seguente:
| | anni mortali                     |
| --- | -------------------------------- |
| 360 giorni mortali equivalgono a | {\displaystyle 1}                |
| Il Krita Yuga ne contiene | {\displaystyle 1.728.000}        |
| Il Treta Yuga | {\displaystyle 1.296.000}        |
| Il Dvapara Yuga | {\displaystyle 864.000}          |
| Il Kali Yuga | {\displaystyle 432.000}          |
| La somma di questi 4 Yuga costituisce un Mahayuga, con                                                                                | {\displaystyle 4.320.000}        |
| Settantuno Mahâ Yuga formano il periodo del regno di un Manu                                                                          | {\displaystyle 306.720000}       |
| I regni di quattordici Manu comprendono la durata di 994 Mahâ Yuga, ovvero                                                            | {\displaystyle 4.294.080000}     |
| Con l'aggiunta del Sandhi, cioè degli intervalli tra i regni del Manu, equivalenti a sei Mahâ Yuga, ovvero                            | {\displaystyle 25.920000}        |
| ... il totale dei regni e degli interregni dei quattordici Manu diventa 1.000 Mahâ Yuga, formando un Kalpa, cioè un Giorno di Brahman | {\displaystyle 4.320.000000}     |
| Poiché una Notte di Brahman ha la stessa durata, un Giorno e una Notte di Brahman contengono                                          | {\displaystyle 8.640000000}      |
| 360 di questi Giorni e Notti di Brahman costituiscono un Anno di Brahman, che sale a                                                  | {\displaystyle 3.110.400000000}  |
| 100 di questi Anni costituiscono il periodo completo dell'Era di Brahman, cioè il Mahâ Kalpa                                          | {\displaystyle 311.040000000000} |

### Sintesi della Cosmogenesi
Al termine della prima parte della Cosmogenesi, la Blavatsky espone un riepilogo in cinque punti:
1. La Dottrina Segreta raccoglie in sé tutta la sapienza dei secoli passati, penetrando fin nell'anima della materia.
2. La legge fondamentale della cosmogonia consiste nella Sostanza-Principio che è il punto centrale da cui tutto deriva e intorno a cui tutto gravita.
3. L'Universo è la manifestazione periodica di questa assoluta "Essenza" che, a differenza di ogni altro essere, resta inconcepibile dall'intelletto umano, non essendo né Spirito né Materia, ma ambedue.
4. L'Universo è chiamato Maya, perché tutto è in esso è temporaneo.
5. Tutto nell'Universo è cosciente: la materia cosiddetta «morta» non esiste.
6. Il Macro-Universo viene guidato dall'interno verso l'esterno, come per analogia nel microcosmo umano ogni movimento esterno non può che prodursi da un impulso interno.[9]

A questi la Blavatsky aggiunge cinque fatti che spera di essere riuscita a dimostrare con la sua esposizione:
- la Dottrina Segreta non insegna l'ateismo, ripudiando semmai l'idolatria;
- essa ammette che vi sia un Logos, da intendere non come una divinità personale, bensì come un insieme collettivo di Forze, ossia un Demiurgo ideatore del Piano, e gli esecutori di questo tra cui i Dhyân Chohan;
- i Dhyan Chohan sono composti in maniera duplice da un'Energia bruta irrazionale, attinente alla Materia, e da un'Anima intelligente, ossia la Coscienza Cosmica che esegue il Progetto architettato dalla Mente Universale, dando luogo a manifestazioni periodiche subordinate al karma;
- la materia è eterna, essendo il supporto fisico su cui vengono edificate le ideazioni della Mente Universale, e perciò in essa non vi è nulla di morto o inorganico come ritiene erroneamente la scienza;
- l'Universo si evolve secondo il suo Piano ideale, che sussiste dall'Eternità nell'Incoscienza del «Parabrahman»,[21] come viene chiamato dai Vedantini, corrispondente alle Idee di Platone e ad altre nozioni della filosofia occidentale.[9]

## Volume II: «Antropogenesi»
L'antropogenesi descrive l'origine e l'evoluzione dell'umanità, basandosi su ulteriori dodici Stanze del Libro di Dzyan, il cui commento è preceduto come nella Cosmogenesi da tre nuovi assunti:
a) vi sono sette gruppi umani che si evolvono simultaneamente in sette parti diverse del globo;
b) il corpo astrale è nato prima di quello fisico, fungendo da modello per quest'ultimo;
c) l'essere umano, rispetto al regno animale, è anteriore a tutti i mammiferi, compresi gli antropoidi.
Alcuni dei sette gruppi o razze umane, chiamate «Razze-Radici», si sono già sviluppate nell'attuale Ronda del pianeta Terra, che è la quarta (ossia la mediana e la più densa) tra le sette complessive della catena planetaria terrestre.
Per la Blavatsky è sempre la stessa compagine di anime che reincarnandosi nel corso delle varie epoche storiche si evolvono nel teatro dell'esistenza terrena, dall'inizio del Manvantara sino alla sua fine, quando esse raggiungeranno la perfezione spirituale. La sua teosofia adotta dunque il concetto di trasmigrazione delle anime.
Poiché ogni Globo procede attraverso sette tappe corrispondenti a sette civiltà umane, queste si evolvono a loro volta in sette diverse regioni del Globo terrestre. La Blavatsky sostiene pertanto un'origine poligenetica dell'essere umano.
La sua tesi rivoluzionaria per l'epoca in cui scrisse è che sul piano manifesto l'uomo sia apparso fisicamente in carne e ossa già 18 milioni di anni fa.
L'antropogenesi della Dottrina Segreta prende le distanze dalla concezione darwiniana della specie che iniziava a diffondersi alla fine dell'Ottocento. La Blavatsky non nega affatto l'esistenza dell'evoluzione, ma smentisce che una «forza cieca e senza scopo» abbia mai portato alla comparsa dell'uomo, affermando semmai che la creazione dell'Uomo è avvenuta grazie agli sforzi coscienti di esseri divini, denominati Dhyan-Chohans, dai quali ha avuto origine la Monade che abita ogni essere umano.
La Blavatsky non nega neppure che l'evoluzione degli animali sia collegata a quella dell'uomo, ma inverte la tesi darwiniana sulla loro genesi: gli umani non sono primati, né discendono da quest'ultimi, ma al contrario sono le scimmie a discendere da razze umane degenerate, che anticamente hanno deviato dal normale percorso evolutivo umano.
Anche nel secondo capitolo della Genesi biblica, del resto, in cui l'Adamo (asessuato) viene plasmato dalla polvere, gli animali appaiono solo dopo di lui, che non va confuso con l'androgino descritto nel primo capitolo, del quale si dice che era fatto «ad immagine e somiglianza di Dio», ed era semmai l'archetipo umano completo, maschile-femminile, puramente celeste (o Adam Kadmon, sintesi delle dieci Sephirot cabbalistiche).

### La creazione dell'Uomo
Sostanzialmente, il processo di creazione ed evoluzione dell'Uomo ricalca quello della cosmogenesi: ogni tappa dell'antropogenesi trova cioè un suo corrispettivo in quest'ultima. Così, ad esempio, l'Uomo nei suoi primi stadi era stato anche ermafrodito, proprio come il Brahmâ Maschile-Femminile all'origine dell'universo, finché non si divise nei due sessi verso la fine della terza Razza Radice, la Lemuriana, e all'inizio della quarta, quella Atlantidea. Quest'evento sarebbe riferito allegoricamente nel libro della Genesi, laddove si descrive il momento in cui Dio tolse la donna dalla costola di Adamo.
Come nel caso della Catena planetaria cosmica, in cui il ciclo evolutivo dell'esistenza discende dal primo Globo, più etereo, fino al quarto Globo, il più denso, e poi risale al settimo ridiventando etereo, anche l'evoluzione delle Razze procede ciclicamente iniziando con la più eterea, fino alla Lemuriana (terza Razza) ed Atlantidea (quarta), le cui Razze sono le prime ad avere un corpo fisico, per poi tornare nuovamente eterea alla Settima.

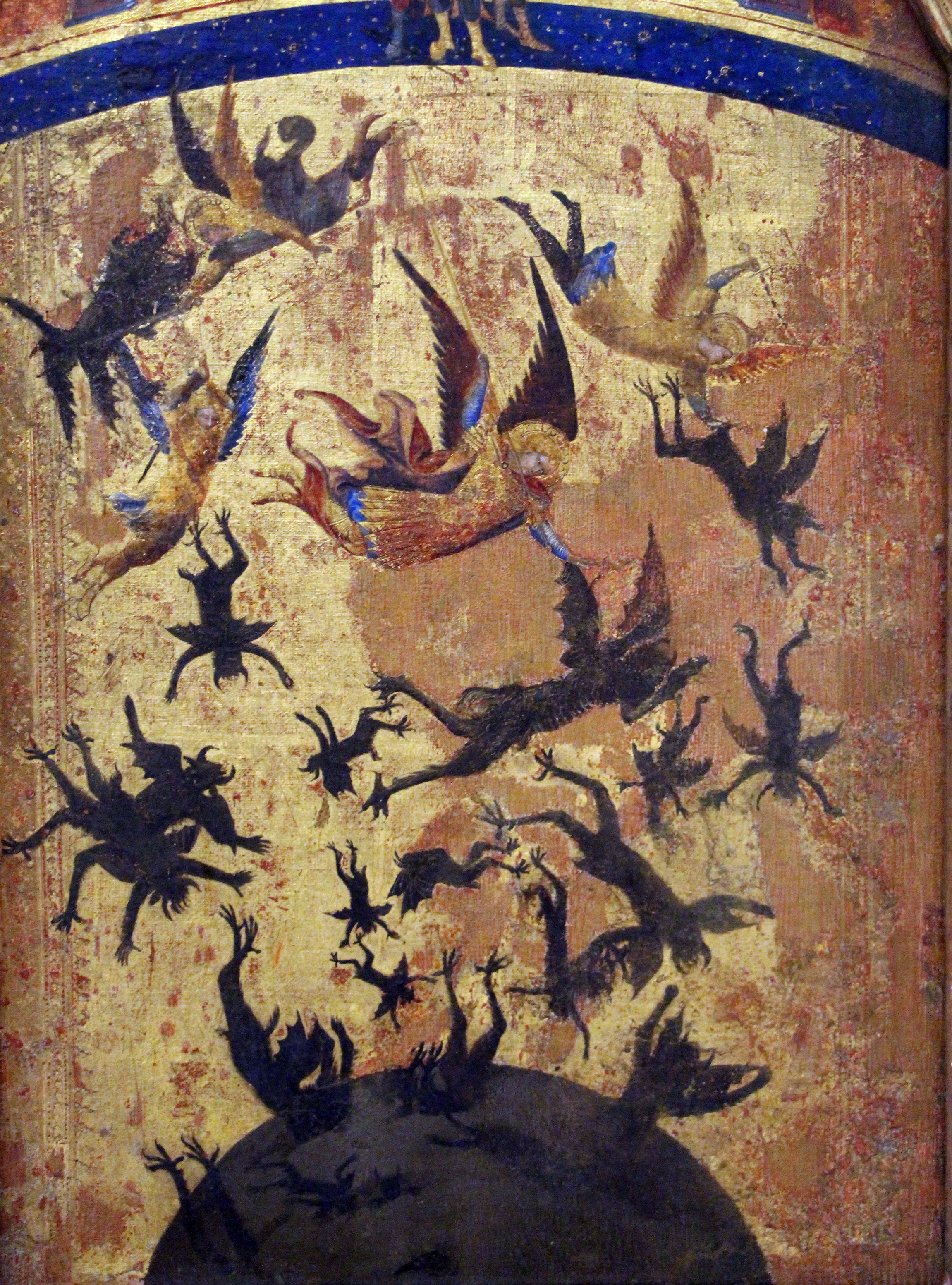
Gli angeli ribelli, raffigurati nell'iconografia tradizionale con sembianze di diavoli, sono per la Blavatsky quegli esseri che cadendo sulla Terra diventarono umani.

La cosiddetta creazione dell'Uomo, da non confondere con l'archetipo già sussistente a livello cosmico come Adam Kadmon, consiste pertanto in una «caduta nella materia». La Blavatsky riconnette quest'espressione ai miti della «ribellione nei cieli» del cristianesimo, oppure della mitologia greca, in cui ad esempio Prometeo ruba il fuoco a Vulcano per dare vita agli uomini, creati da suo fratello Epimeteo ma privi di coscienza: per questo Prometeo viene condannato da Zeus ad essere incatenato nel Caucaso. Per la Blavatsky siffatti miti sono echi di antiche tradizioni concernenti la caduta degli esseri divini nei corpi dell'umanità primitiva per dotarli di un'anima immortale, ossia la coscienza divina.
(H.P.B., Antropogenesi, pag. 230)
Tale creazione dell'Uomo avvenne a due livelli: dapprima furono creati i suoi princìpi inferiori dagli Elohim minori, poi vi fu infuso, con il "respiro della vita", la sua Anima Immortale, la sua coscienza.
Il compito di creare l'Uomo era stato affidato agli esseri divini più avanzati, cioè gli Angeli Solari chiamati «Kumara», ma una parte di costoro si rifiutarono di farlo perché, essendo «troppo spirituali» e preferendo restare «adolescenti casti», avrebbero potuto dare all'Uomo solo una fisicità molto sbiadita. Furono allora Gerarchie di spiriti inferiori, gli esseri Lunari detti «Pitri», a emanare l'Uomo dal proprio corpo astrale, usandolo come stampo. Non essendo però in grado di dargli la propria Anima Immortale, furono i Kumara ribelli ad associarsi a questi primi esseri umani, rivestendo col proprio Respiro Divino la loro Ombra vuota, come descritto nella Genesi quando Dio alitò la vita dentro Adamo «fatto di argilla». In tal modo essi stessi divennero la stirpe umana, finendo condannati a rimanere intrappolati nella materia, come Prometeo incatenato nel Caucaso.
Tale è il significato allegorico della «cacciata degli angeli malvagi» dal cielo: questi «angeli ribelli» sono coloro che rifiutando di «creare progenie» furono «gettati nell'abisso», cioè nella materia. Fu così che gli Dèi divennero non-Dèi, e i Sura divennero A-sura.

### I sette principi dell'Uomo
Come il sette era il numero fondamentale della manifestazione cosmogonica, ricorrente nelle più diverse tradizioni sapienziali e religiose dei popoli antichi, così esso ritorna ad enumerare i principi che costituiscono sia l'Uomo che la natura: per «principio» si intende teosoficamente un fondamento non solo ontologico, ma anche cronologico, in quanto costituisce sia un'essenza che un inizio, o una tappa, di un percorso.
L'uomo, come la natura, è chiamato nel linguaggio occulto «saptaparna», cioè «pianta a sette foglie», geometricamente simboleggiato da un triangolo sopra un quadrato. In tale costituzione settenaria, si può intendere l'Atman come la corona sovrastante la conformazione umana, ossia la punta superiore del triangolo, che le fornisce il suo spirito immortale.
I primi tre principi umani, analoghi al triplo aspetto della Divinità, che sovrastano i quattro principi terreni, corrispondenti in natura a idrogeno, azoto, ossigeno, e carbonio.
Anche l'Assoluto emana da se stesso sette Raggi, che sono chiamati «Monadi» o appunto Atman. Poiché l'Essenza che forma lo Spirito dell'Uomo è della stessa natura dell'Assoluto, dell'Unica Divinità, le Monadi costituiscono anche l'Essenza Immortale dell'Uomo.
L'Atman si individualizza emanando da se stesso un principio più denso chiamato Buddhi. La diade Atman-Budhi si riveste a sua volta di principi sempre più densi, per un totale di sette:
1. Atman: prima irradiazione, o Uovo Aurico: puro Spirito, Monade, o Essenza Divina.
2. Buddhi: l'Anima spirituale.
3. Manas: l'anima umana, in relazione con Mahat, la Mente universale: funge da collegamento tra la diade Atman-Buddhi e i successivi princìpi inferiori.
4. Kâma-Rupa: principio del desiderio animale.
5. Linga-Sharira: il corpo astrale, modello di quello fisico.
6. Prana: l'essenza di vita, o doppio eterico.
7. Sthula-Sharira: il corpo fisico, o corpo denso.

Affinché l'esistenza terrena sia completa e armonica, il quinto ed il quarto principio (Manas e Kama-Rupa a partire dal basso) fungono da mediatori indispensabili tra la Personalità fisica ed i primi due che «non possono avere nessuna individualità sulla Terra»:
(H.P.B., Antropogenesi, pag. 272)

### Le Razze-Radici
Le Razze-Radici, o Razze-Madri, sono le generazioni predominanti in ognuno dei sette periodi di una Ronda planetaria, a loro volta composte da sette Sotto-Razze. Ognuna di esse nasce da un Progenitore chiamato «Manu» (Manu-Radice), e si chiude con un Manu-Seme che ne raccoglie il karma per trasmetterlo alla Razza (o Sottorazza) successiva. Attualmente l'umanità si trova alla Quinta Sottorazza della Quinta Razza-Radice, della Quarta Ronda del pianeta Terra.
Gli uomini della Prima Razza non avevano un corpo denso, bensì sottile ed etereo, ancora senza una forma ben definita. Per la loro ottusità, essi corrispondono all'Adamo del secondo capitolo della Genesi a cui non si sono ancora aperti gli occhi. Con l'avanzare dell'evoluzione, il corpo umano divenne sempre più denso in un susseguirsi di stadi, fino ad assumere la forma attuale.
Le cinque Razze-Radice succedutesi fino a oggi sono quindi le seguenti:
- «Nati da se stessi» o «Senza Mente»: questa razza apparve circa 300 milioni di anni fa, in un continente chiamato dalla Blavatsky «l'Isola Sacra e Imperitura». Gli esemplari di questa razza erano immensi, non avevano un corpo fisico, essendo eterei, né un intelletto, in quanto privi di Manas. Simili ad Ombre (Chhâyâ), ed asessuati, la loro riproduzione avveniva per scissiparità, in maniera affine alle amebe. Poiché questa razza era di fatto immortale, non è scomparsa, ma si è semplicemente trasformata nella successiva, "trasudandola".
- «Nati dal Sudore» o «Senza Ossa»: vivevano in un continente chiamato «Hyperborea». In questa razza apparve un primo rudimento della mente, ma non vi era ancora alcun ponte tra lo spirito e la materia che veicolasse la mentalità. Questa razza si riproduceva per gemmazione, emettendo parti di sé simili a gocce di sudore. Al termine del suo periodo di evoluzione, si tramutò nella successiva. Le prime due razze sono dette semidivine.
- «Nati dall'Uovo» o «Lemuriani»: vivevano nel continente chiamato «Lemuria». Inizialmente ermafrodita, questa razza si riproduceva espellendo un uovo al di fuori dal corpo. Subì importanti trasformazioni durante il suo periodo evolutivo, poiché dopo circa la metà di questo, l'Uomo divenne mortale, consolidando il corpo fisico e dando origine alla riproduzione sessuale come la conosciamo oggi.
- «Atlantidei»: sono i giganti che vissero 18 milioni di anni fa nel continente chiamato «Atlantide». La razza atlantidea ha rappresentato il punto medio dell'evoluzione nel corso nell'attuale Ronda terrestre. Le sue sottorazze cominciarono a distinguersi per il colore della pelle. Su Atlantide l'umanità cominciò inoltre a sviluppare il linguaggio, cadendo poi nel peccato, generando mostri, e perdendo la funzionalità del «terzo occhio». Essa infine, come i suoi abitanti, fu distrutta da un cataclisma.
- «Ariani»: la razza ariana, attuale Razza-Radice, deriva dai sopravvissuti dalla distruzione di Atlantide, ed esiste da circa un milione di anni; si è sviluppata progressivamente in un quinto continente oggi corrispondente all'Europa.

La Blavatsky spiega che è impossibile trovare reperti fossili delle razze anteriori all'ariana, poiché le prime erano eteree, prive di un corpo denso che potesse lasciare tracce di sé, mentre per quanto riguarda la razza atlantidea le loro vestigia sono andate distrutte, oppure quel che resta dei loro fossili giace sul fondo dell'oceano, in attesa di essere rinvenuti.
(H.P.B., Antropogenesi, pag. 505, Conclusione della I Parte)

## Fortuna dell'opera

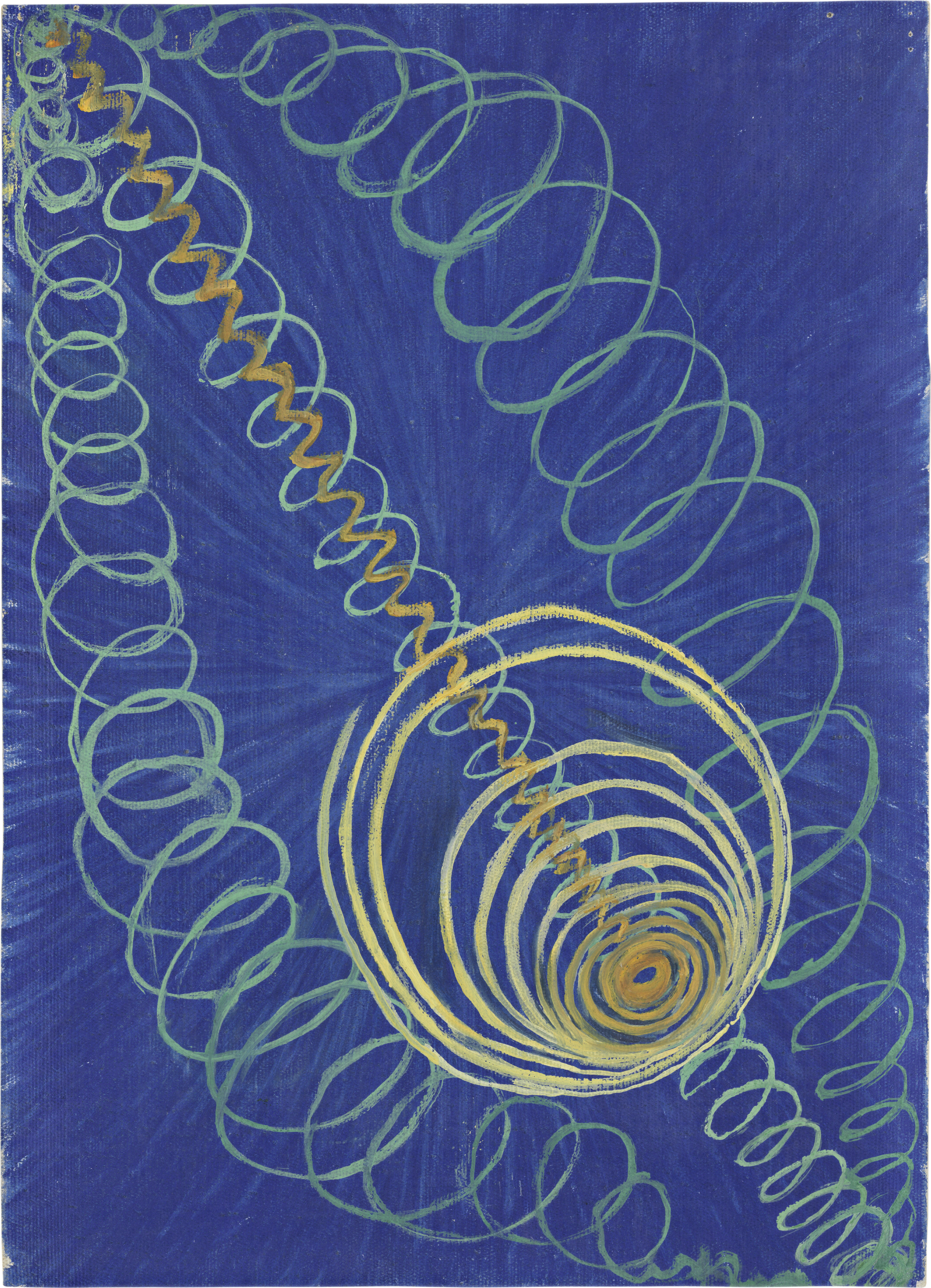
L'evoluzione a spirale del cosmo, in un dipinto di Hilma af Klint (Primordial Chaos, No. 16, 1906-07)

Come rilevato da Roberto Hack, uno dei principali traduttori italiani dell'opera, «l'epoca in cui la Dottrina Segreta apparve per la prima volta nella sua lingua originale, e cioè nel 1888, era dominata dal più grossolano materialismo filosofico-scientifico e non era certamente la più propizia per una favorevole accoglienza ad un'opera così arditamente spirituale che affermava risolutamente idee e concetti del tutto antagonistici ai dogmi scientifici e religiosi allora predominanti».
Nonostante tuttavia il positivismo allora dominante, essa contribuì al risveglio generale dell'interesse per l'esoterismo e le dottrine occulte di quegli anni, in particolare per il suo tentativo di conciliare l'antica saggezza orientale con la scienza moderna.
Oltre all'influenza che gli insegnamenti teosofici della Blavatsky nel loro complesso ebbero sulle correnti artistiche tra Ottocento e Novecento, la Dottrina Segreta avrebbe avuto tra i suoi estimatori Albert Einstein, che ne possedeva una copia secondo quanto riferito da una nipote, e da altri testimoni. Anche il fisico Robert Millikan risulta avesse una copia del libro sul suo tavolo, e così altri scienziati del Novecento mostrarono interesse per le affermazioni contenute nell'opera della Blavatsky.
Tra gli scrittori e i poeti che si aprirono al suo influsso si annovera David Herbert Lawrence. Ancora nel 1988, in ambito teosofico si sono tenuti numerosi convegni in varie parti del mondo per celebrare il centenario della prima pubblicazione della Dottrina Segreta.

## Traduzioni italiane
- La Dottrina Segreta, trad. it. di Roberto Hack, Milano, Fratelli Bocca editori, 1943.
- Le stanze di Dzyan, Settimo Vittone (TO), Edizioni Adyar, 1997.
- La Dottrina Segreta, 8 voll., Vicenza, Edizioni Teosofiche Italiane, 2002.[44]
- Teogenesi, a cura di Silvia Michela Carrassi ed Helena P. Blavatsky, trad. it. di Stefano Martorano e Nicola Fiore, Independently Published, 2018.